# ALS2
ALS2‏ (Alsin) هوَ بروتين يُشَفر بواسطة جين ALS2 في الإنسان.